# Adelslijst
De Adelslijsten zijn Nederlandse, bij koninklijk besluit van 1822 verordonneerde, in het Staatsblad te publiceren lijsten waarin alle personen of geslachten die zijn ingeschreven in het zogenaamde filiatieregister van de Hoge Raad van Adel worden vermeld.

## Geschiedenis
Bij Souverein Besluit van 24 juni 1814, nr. 10 werd de Hoge Raad van Adel (HRvA) opgedragen een register bij te houden van al degenen die tot de Nederlandse adel behoren. Dit wordt bijgehouden in het zogenaamde filiatieregister.
Op 26 januari 1822 werd op verzoek van enkele ridderschappen een nieuw koninklijk besluit uitgevaardigd waarin werd bepaald dat lijsten moeten worden gepubliceerd van "de personen of geslachten, wier titels en adeldom op zijne [=HRvA] registers zijn ingeschreven". Die lijsten moeten bevatten: naam, voornaam en woonplaats van de geadelde; de titel en het predicaat waartoe diegene gerechtigd is; de titels en predicaten die diens nageslacht dragen of zullen gaan dragen (dat laatste op te vatten als het predicaat jonkheer/jonkvrouw, niet als het adellijke predicaat als bijvoorbeeld "hoogheid").
De lijsten moeten worden gepubliceerd in het Staatsblad, met name opdat die gebruikt kunnen worden ten behoeve van openbare ambten zodat in officiële akten hiermee rekening kan worden gehouden, aangezien titels en predicaat verplicht in officiële akten moeten worden opgenomen.
Vanaf de tiende lijst uit 1883 worden in de adelslijsten ook de vermeerderingen of veranderingen van adellijke geslachtsnamen opgenomen.
Ook de royementen tot 1845 werden opgenomen in deze lijsten; het laatste royement uit 1984 is niet in het Staatsblad (veertiende lijst) gepubliceerd.
De eerste adelslijst (van 305 pagina's) verscheen in het Staatsblad no 61 van 1825 waarbij de bij KB van 26 juli 1825 goedgekeurde lijst werd gepubliceerd. De laatste, veertiende lijst verscheen in het Staatsblad no 307 van 9 juni 2004.
In 1846 werden de gegevens uit de eerste zeven lijsten opgenomen in De Nederlandsche adel, of Alphabetische naamlijst van familiën en personen wier titels of adeldom op de registers van den Hoogen Raad van Adel zijn ingeschreven.

### Adelslijsten
- Eerste adelslijst: Goedkeuringsbesluit van 26 juli 1825, Stb. 61[3]
- Tweede adelslijst: Goedkeuringsbesluit van 2 januari 1827, Stb. 1[3]
- Derde adelslijst: Goedkeuringsbesluit van 6 januari 1828, Stb. 1[3]
- Vierde adelslijst: Goedkeuringsbesluit van 1 januari 1829, Stb. 1[3]
- Vijfde adelslijst: Goedkeuringsbesluit van 9 januari 1830, Stb. 1[3]
- Zesde adelslijst: Goedkeuringsbesluit van 29 november 1843, Stb. 59[3]
- Zevende adelslijst: Goedkeuringsbesluit van 19 april 1846, Stb. 20
- Achtste adelslijst: Goedkeuringsbesluit van 6 februari 1859, Stb. 8
- Negende adelslijst: Goedkeuringsbesluit van 15 februari 1877, Stb. 24
- Tiende adelslijst tevens 1ste naamlijst: Goedkeuringsbesluit van 28 februari 1883, Stb. 28
- Elfde adelslijst tevens 2de naamlijst: Goedkeuringsbesluit van 30 augustus 1898, Stb. 204
- Twaalfde adelslijst tevens 3de naamlijst: Goedkeuringsbesluit van 1 november 1938, Stb. 185
- Dertiende adelslijst tevens 4de naamlijst: Goedkeuringsbesluit van 4 mei 1982, Stb. 410
- Veertiende adelslijst tevens 5de naamlijst: Goedkeuringsbesluit van 9 juni 2004, Stb. 307[4]